# Estádio Municipal Professor Luiz Alexandrino
O Estádio Municipal Professor Luiz Alexandrino é um estádio de futebol localizado na cidade de Camaragibe, no estado de Pernambuco, pertence à Prefeitura Municipal e é utilizado pelo Decisão.
Atualmente também sendo utilizado para jogos do Campeonato brasileiro de Futebol Americano, onde a equipe do Santa Cruz Pirates manda seus jogos.  